# Paul Smiths (Nueva York)
Paul Smiths es un lugar designado por el censo ubicado en el condado de Franklin en el estado estadounidense de Nueva York. En el año 2010 tenía una población de 671 habitantes.

## Geografía
Paul Smiths se encuentra ubicado en las coordenadas 44°26′7.39″N 74°15′4.22″O / 44.4353861, -74.2511722.